# Oldenstadt
Oldenstadt ist seit 1972 ein Ortsteil der Hansestadt Uelzen in Niedersachsen.

## Geschichte
Oldenstadt war die Keimzelle der Stadt Uelzen und der Sitz des Amtes Oldenstadt, aus dem 1885 der Landkreis Uelzen entstand. Bis 1959 befand sich der Sitz der Kreisverwaltung in Oldenstadt, das damit einer der kleinsten Kreissitze in Deutschland war.

## Geografie und Verkehrsanbindung
Der Ortsteil liegt östlich des Kernbereichs von Uelzen. Die in seinem Zentrum gelegene ehemalige Klosterkirche Oldenstadt gilt als ältestes Gebäude der Stadt.

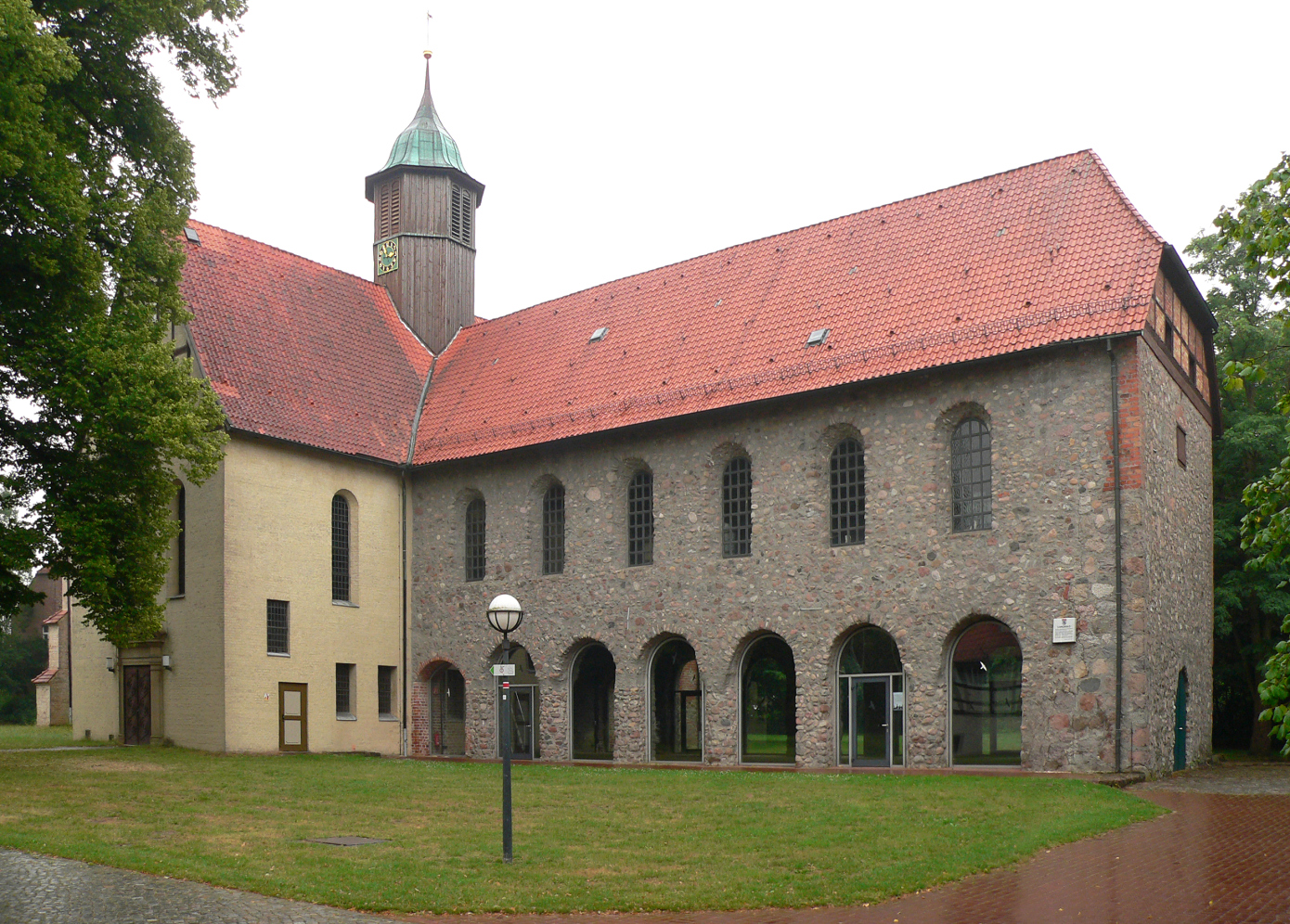
Außenansicht der ehemaligen Klosterkirche

Durch den Ort fließt die Wipperau, am westlichen Ortsrand entlang verläuft der Elbe-Seitenkanal und nördlich liegt der Oldenstädter See.

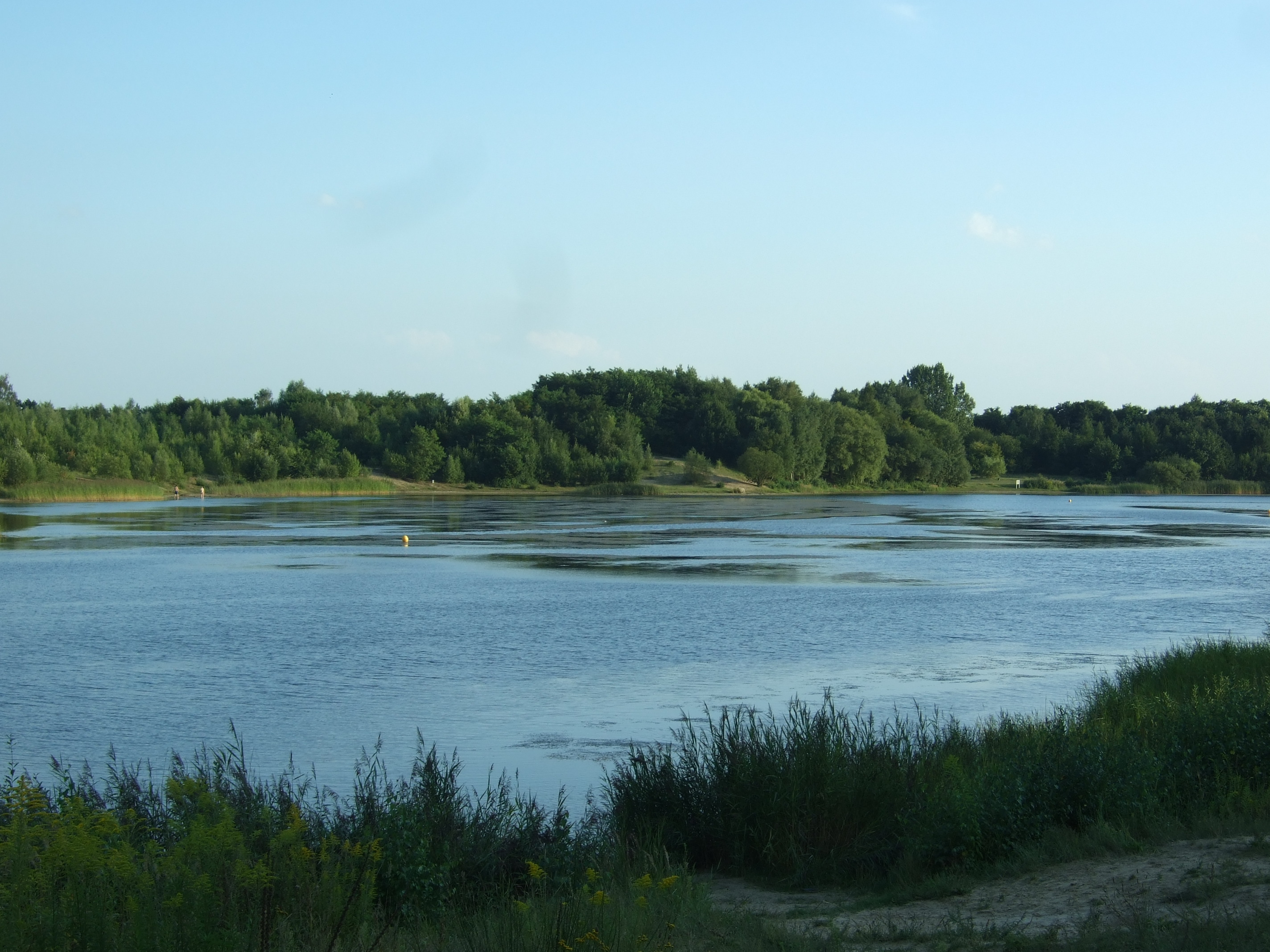
Oldenstädter See

Die B 191 verläuft am südlichen Ortsrand und die B 493 südöstlich.

## Persönlichkeiten

### Söhne und Töchter
- Carl von Oldershausen (1816–1884), Oberbürgermeister von Erfurt
- Gustav Albrecht (1864–1963), Verwaltungsjurist
- Albrecht von Massow (1879–1953), Generalmajor der Luftwaffe
- Gisela Boeckh von Tzschoppe (1887–1981), Bildhauerin
- Theodor Laasch (1894–1956), evangelisch-lutherischer Theologe, von 1936 bis 1956 Landessuperintendent des Sprengels Calenberg der Evangelisch-lutherischen Landeskirche Hannovers

### Sonstige Persönlichkeiten
- Gustav Albrecht (* 1828; † 1878 in Oldenstadt), Politiker aus der Familie Albrecht